# 豆乳雞
豆乳雞是一種使用腐乳醃製的雞塊食品，起源於台南地區，材料包括鸡肉，豆腐乳，醬油，糖，蒜末和木薯粉。

## 做法
將雞肉以豆腐乳、醬油、糖、蒜末醃製一小时，然后把雞肉沾上木薯粉後放置5分鐘以回潮，加熱油鍋至170度，將雞肉下鍋炸7分熟，把油加熱至約200度後，把雞肉重新回鍋炸至上色。